# Таверна дел Постијере (Потенца)
Таверна дел Постијере (итал. Taverna del Postiere) је насеље у Италији у округу Потенца, региону Базиликата.
Према процени из 2011. у насељу је живело 43 становника. Насеље се налази на надморској висини од 636 м.